# Zabrachia lopha
Zabrachia lopha är en tvåvingeart som beskrevs av Kraft och Cook 1961. Zabrachia lopha ingår i släktet Zabrachia och familjen vapenflugor. Inga underarter finns listade i Catalogue of Life.